# Хайле Селассіє I
Ха́йле Села́ссіє I (геез ቀዳማዊ ኃይለ ሥላሴ, трансліт. Qädamawi Haylä Səllasé, [ˈhaɪlə sɨlˈlase] ( прослухати); 23 липня 1892 — 27 серпня 1975), до коронації — рас (принц) Тефері Меконнін. Імператор Ефіопії (2 листопада 1930 — 12 вересня 1974), що походив з легендарної династії нащадків Соломона. Очолював боротьбу проти італійських військ під час Італо-ефіопської війни 1935-1936 років. Один з ініціаторів створення в 1963 році Організації африканської єдності. У вересні 1974 року позбавлений влади. У серпні 1975 року вбитий (задушений військовими армії Менгісту Хайле Маріама).

## Біографія

### Ранні роки
Майбутній правитель Ефіопії народився 23 липня 1892 року в гірському селі Еджерса Горо поблизу Хареру, у той час ще Абісинської імперії, в сім'ї губернатора провінції Харер, воєначальника і головного радника імператора Менеліка II Раса Меконніна. За походженням він був з народності Амхара, але в його жилах також текла кров Оромо та Гураге.
У сім'ї з одинадцяти дітей Хайле Селассіє йшов десятою за рахунком дитиною. Свою матір він не знав, оскільки вона померла від холери в 1894 році. Ефіопська традиція стверджує, що він був прямим нащадком Соломона та Цариці Савської (звідси його титул «Лев — переможець з коліна Юдиного, обранець Бога, цар царів Ефіопії»). При хрещенні отримав ім'я Хайле Селассіє (Сила Святої Трійці), але до сходження на престол був відомий як Тефері Меконнін. Оскільки його батько доводився двоюрідним братом імператору Менеліку II, то Тефері не мав жодних шансів на престол.
Хайле Селассіє здобув домашню, церковну, потім світську освіту в Місіонерській школі; вивчав французьку. Близько півтора року він навчався в спеціально створеній Менеліком II школі для дітей аристократів. У подальші роки юний Тефері поповнював свої знання, читаючи художню і публіцистичну літературу, спілкуючись з видатними ученими, художниками, письменниками і політичними діячами.

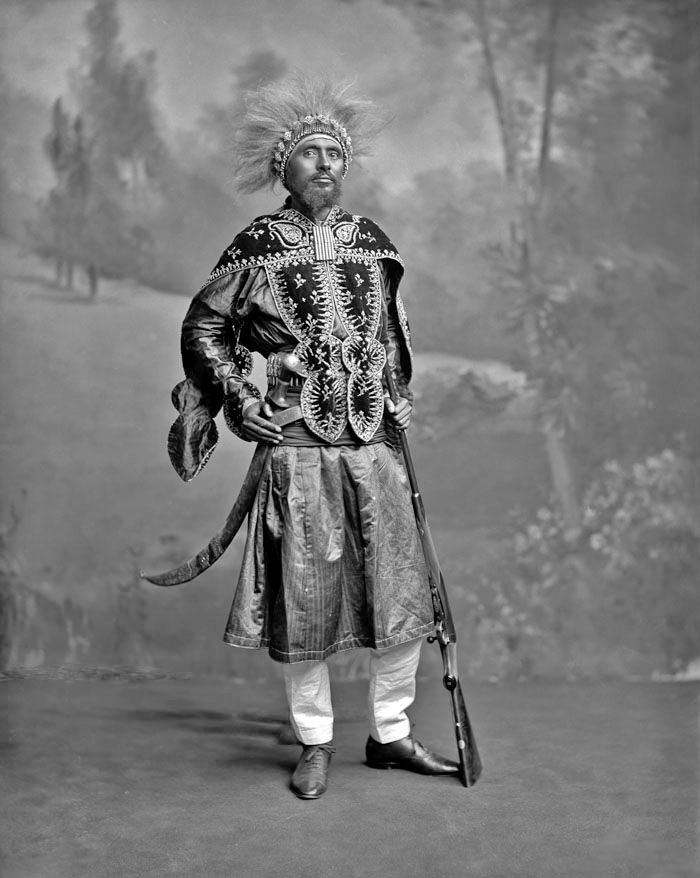
Рас Меконнен. Серпень 1902 року

### Губернаторство
У 13 років Тефері набув перших навичок управлінням невеликим районом Гара Мулата, в 30-35 км від Харера. Тоді ж йому був дарований батьком і пізніше підтверджений Менеліком II один з найвищих військово-феодальних титулів — деджазмач. У 1906 році Менелік II призначив Тефері Меконніна губернатором провінції Селага, потім в 1909 — Сідамо, а в 1911 році Хайле став губернатором рідної провінції Харера. Ефіопія перебувала тоді в стані політичної смути.
Після смерті в 1913 році Менеліка II трон перейшов до його внука Лідж Іясу, що став імператором під ім'ям Іясу V. Спочатку стосунки між ним і Тефері були дружніми, ще до своєї коронації Іясу видав за Тефері свою племінницю — принцесу Менем, але поступово між ними настала прохолода, імператор і Тефері розходилися в поглядах у всьому, що стосувалося внутрішньої і зовнішньої політики. Так, наприклад, Іясу бажав тримати Харер під своїм власним контролем, а Тефері опирався цьому. Це закінчилося тим, що в 1916 році Тефері Меконнім втратив пост губернатора Харера і був переведений на південний схід країни в Каффу, пост губернатора якої він відмовився прийняти.

### Регентство
Перебуваючи при владі, Лідж Іясу почав демонструвати свою прихильність ісламу (наприклад стверджував, що його батько, правитель області Уолло, Рас Мікаел, до хрещення був мусульманином): Іясу V заявив, що він є нащадком пророка Мухаммеда, а не царя Соломона і почав носити чалму Також Лідж Іясу не приховував своїх пронімецьких поглядів. Вельможі і міністри імперії почали відкрито виражати своє невдоволення з приводу неадекватної поведінки імператора і його симпатій до ісламу.
Скориставшись тим, що Іясу V перебував у Харере, частина знаті 27 вересня 1916 року позбавила влади і відлучила його від церкви. На трон була зведена дочка Менеліка II принцеса Заудіту, а Тефері Меконнім був проголошений регентом і спадкоємцем престолу з титулом «рас». Почувши про позбавлення влади сина, рас Мікаел спішно зібрав армію чисельністю 8 тис. осіб і виступив в похід на столицю. У вирішальній битві біля Сагалла війська Мікаела були розбиті, сам він опинився в полоні, а Лідж Іясу втік в пустелю Данакіл. Ефіопська армія під командуванням Тефері та Хабте Гіоргіса, з тріумфом повернулася в столицю. До наступного року останні осередки опору мусульманських прихильників Іясу V були знищені.

#### «Регент-реформатор»
Ставши регентом, Тефері почав проводити реформи в області внутрішньої політики. Він почав реорганізацію адміністративного і судочинного апаратів, в країні були введені елементи європейської цивілізації: розвивалася освіта і наука, модернізувалися засоби комунікації. Тефері поступово зібрав довкола себе прихильників реформ, що пізніше отримали назву младоефіопів. У своїй автобіографії Хайле Селассіє I писав:
|  | «Ми мали намір у міру наших здібностей поступово поліпшити внутрішню адміністрацію за допомогою введення в країні західних форм цивілізації, завдяки якій наш народ може отримати вищий рівень життя.» |

У зовнішній політиці Тефері Меконнім добився прийнятті в 1923 році Ефіопії в Лігу Націй. Він їздив за кордон, знайомився з життям різних країн, зустрічався з найбільшими державними, політичними і суспільними діячами. Початок численним поїздкам Хайле Селассіє поклав його візит у 1923 році на запрошення англійського генерал-губернатора в Аден, а з квітня по вересень відвідав європейські країни: Францію, Бельгію, Швецію, Італію, Грецію та Швейцарію. Хайле Селассіє I пізніше писав:
|  | «Я сподівався, що візит дасть мені потрійну користь: по-перше, побачити своїми очима досягнення Європи і пам'ятки Парижа, Лондона, Рима, Брюсселя, Афін та Каїра, по-друге, я вирішив поступово почати деякі справи з метою модернізації країни після повернення з Європи, і в цьому сенсі візит дав мені досвід, по-третє, придбати вихід до моря.» |

Повернувшись з Європи Тефері відразу узявся за модернізацію армії, були залучені іноземні фахівці — інструктори для навчання армії, модернізації адміністративного апарату. Крім того, почалася публікація книг амхарською мовою, була створена газета, відкрита школа, почалося будівництво доріг та госпіталів.

## Імператор

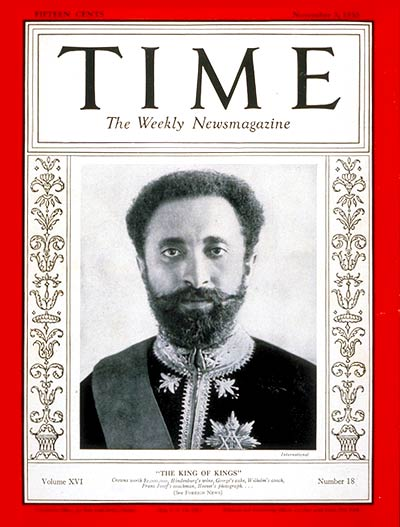
Хайле Селассіє I на обкладинці журналу «Time». 1930 рік

2 листопада 1930 року Тефері Меконнім був коронований як новий імператор Ефіопії під ім'ям Хайле Селассіє I. На церемонії коронації були присутні вища знать, представники духовенства і такі високопоставлені особи з Великої Британії як принц Генрі, герцог Глостер та з Італії принц Єухеніо, герцог Удіне. На церемонії були присутні також іноземні делегації зі Швеції, Нідерландів, Бельгії, Франції, Японії, Греції, Туреччини, Єгипту, Польщі, Німеччини та США.

### Внутрішня політика
У листопаді 1930 року Хайле Селассіє створив конституційну комісію, метою якої стала робота над створенням першої письмової конституції країни. За основу створення була узята японська конституція Мейдзі. У липні 1931 року Селассіє I затвердив першу конституцію Ефіопії, яка закріплювала за ним імператорську владу. Всі органи законодавчої, судової та виконавчої влади залишалися за імператором. Конституція обмежувала право спадкоємства престолу для нащадків Хайле Селассіє. У країні також був створений двопалатний парламент який складався з сенату, його члени призначалися з числа знаті, а також палати депутатів, відбір в яку здійснювали знать та місцеві вожді. У тому ж році був створений банк Ефіопії. Протягом 1931—1934 рр. Хайле Селассіє затвердив нові проекти по будівництву шкіл та університетів, доріг та лікарень. В 1931 та 1935 роках ним були ухвалені закони про звільнення рабів.
Хайле Селассіє призначив членів парламенту з консультативними функціями та міністрів. Були проведені реформи державної фінансової системи, громадської безпеки, охорони здоров'я, освіти. Імператор прагнув зберігати баланс в стосунках з великими колоніальними державами

### Італійська агресія

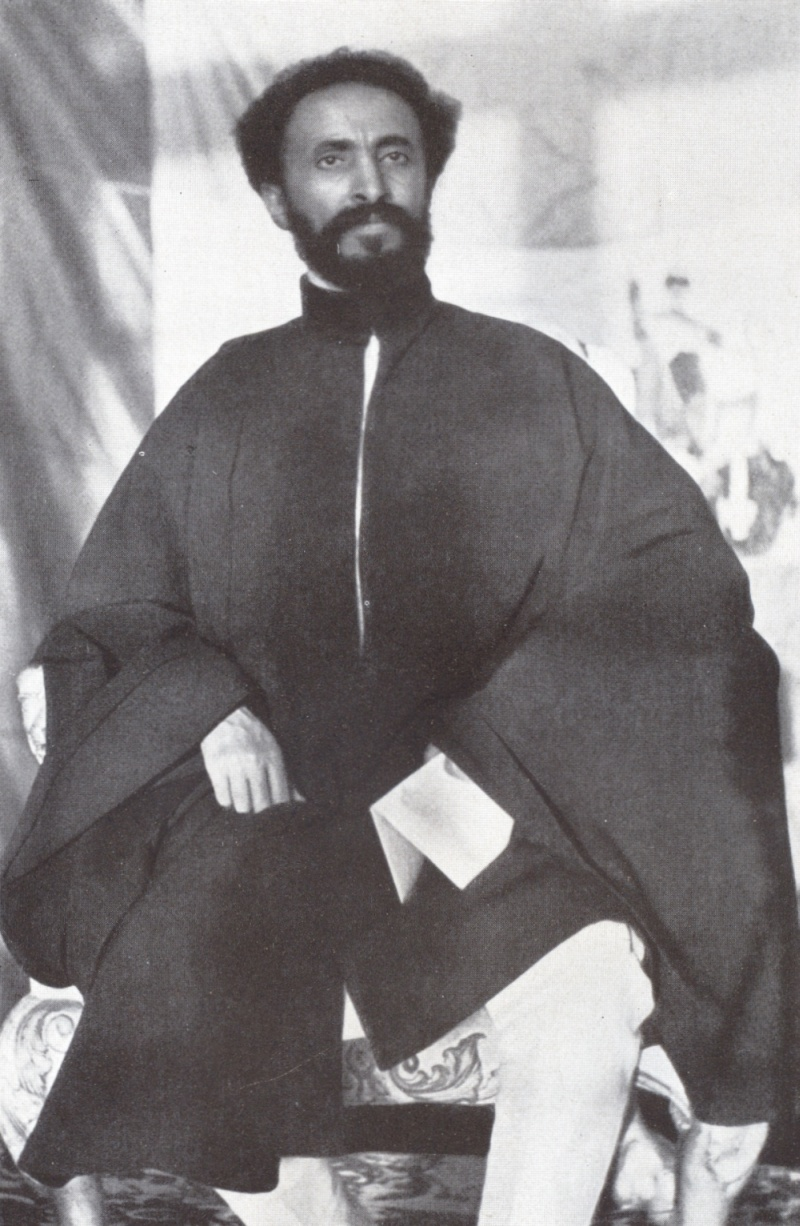
Хайле Селассіє I в лютому 1934

О 5 годині ранку 3 жовтня 1935 року італійська армія без оголошення війни почала вторгнення до Ефіопії. Війська під керівництвом генерала Еміліо Де Боно, розквартировані на території Еритреї, перейшли прикордонну річку Мареб і розвернули наступ у напрямі Адіграт — Адува — Аксум. Одночасно на півдні з території Італійського Сомалі армія під командуванням генерала Родольфо Граціані перейшла кордон і почала наступ у напрямі Горрахей — Харар. О 10 годині Хайле Селассіє I віддав наказ про загальну мобілізацію. 19 жовтня імператор дав чіткіші накази головнокомандуючому ефіопської армії рас Касса:
|  | 1. Встановлювати намети усередині печер, під покривом дерев або в лісі і розділяти їх повзводно. Намети слід ставити на відстані 30 кубітів одна від одної. 2. Побачивши вдалині аероплан, потрібно негайно залишити широку дорогу або відкрите поле, що добре переглядається, і рухатися далі, дотримуючись вузьких долин і траншей, по звивистих дорогах, прагнучи триматися ближче до лісу або деревних насаджень. 3. Для прицільного бомбометання літаку потрібно знизитися до висоти близько 100 метрів, якщо це станеться, слід дати дружний залп з надійних, довгих рушниць, і негайно розосередитися. Літак, в який потрапило 3 або 4 кулі звалиться на землю. Стріляти повинні тільки ті, кому відданий подібний наказ, і чия зброя була спеціально визначена як відповідна завданню; безладна стрілянина призведе лише до витрати боєприпасів, і відкриє ворогові місце перебування загону. 4. З огляду на те, що, набираючи висоту, літак фіксує положення людей, загону безпечніше залишатися розосередженим доти, поки літак перебуває достатньо близько. З огляду на те, що ворогові на війні властиво вибирати собі мішенню прикрашені щити, галуни, плащі, розшиті сріблом і золотом, шовкові сорочки і тому подібне, тому треба використовувати сорочки неяскравих кольорів з вузькими рукавами. Коли, з Божою допомогою, ми повернемося [в країну] вам дозволено буде знов прикрасити себе золотом і сріблом. Але зараз настав час битися. Ми даємо вам ці поради, в надії уберегти вас від небезпеки. Ми також доводимо до вашого відома, що готові вступити в бій пліч-о-пліч з нашими підданими і пролити свою кров в ім'я вільної Ефіопії... |

З початком вторгнення стали розповсюджуватися чутки, що Італія має намір відновити «законного імператора Іясу V». Через якийсь час стало відомо, що Лідж Іясу помер. Існує декілька версій про таємничу смерть Іясу V, але жодна з них не має повного підтвердження. Тим часом Хайле Селассіє, очоливши непідготовлену, погано озброєну армію, вирушив битися на Північний фронт. В ході війни італійські війська застосовували вогнеметні засоби, розривні кулі і хімічну зброю, скидаючи на мирне населення і в місця зосередження військ бомби з іпритом. Хайле Селассіє згодом писав:
|  | «Ми атакували кулеметні гнізда противника, його артилерію, голіруч захоплювали танки, ми переносили повітряні бомбардування, але проти отруйних газів, які непомітно спускалися на обличчя і руки, ми нічого зробити не могли.» |

28 листопада імператор покинув свою резиденцію в Аддис-Абебі й перебрався в штаб-квартиру в Десе, звідки керував веденням бойових дій. 21 березня 1936 року Хайле Селассіє прибув в Кворам, де він перейняв на себе командування Резервною армією чисельністю 40 тис. осіб, розташованою в районі озера Ашанги, яку він повів у вирішальну битву з італійською армією в районі Май-чіо в південній частці провінції Тиграй. Війська імператора 31 березня атакували фронт італійського корпусу біля озера. Керуючи військовими діями, Хайле Селассіє не вдалося добитися ніякого успіху. Після того, як італійська армія під командуванням маршала П'етро Бадолмо перейшла в контрнаступ, Хайле Селассіє віддав наказ про відступ з позицій біля Ашанги, що обернулася втечею. Дізнавшись про поразку імператора, частина ефіопської армії з племені азебу-галла підняли повстання і, з'єднавшись з італійцями, завершили розгром ефіопської армії біля Ашанги. До рук італійців потрапили особистий автомобіль Хайле Селассіє і його радіостанція. Через декілька днів Хайле Селассіє звернувся до світової спільноти із закликом про допомогу:
|  | «Невже народи всього світу не розуміють, що борючись до сумного кінця, я не лише виконую свій священний обов'язок перед своїм народом, але і стою на варті останньої цитаделі колективної безпеки? Невже вони настільки сліпі, що не бачать, що я несу відповідальність перед всім людством?.. Якщо вони не прийдуть, то я скажу пророчо і без відчуття гіркоти: Захід загине...» |

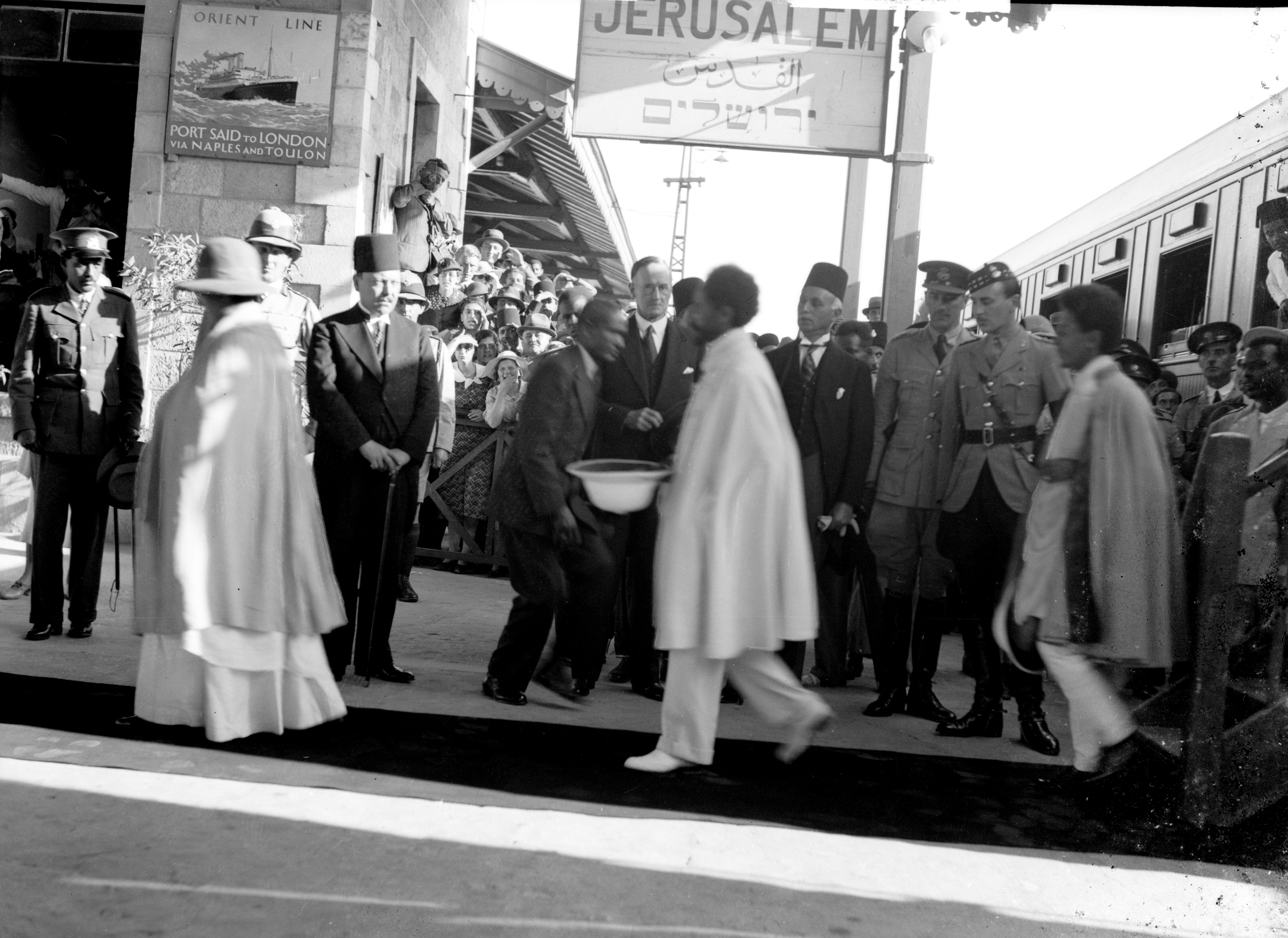
Хайле Селассіє в Єрусалимі

Вранці 2 травня Хайле Селассіє I разом з сім'єю, вельможами і чиновниками сів на потяг на Джибуті. Як принца-регента і верховного головнокомандуючого він залишив свого двоюрідного брата Рас Імру. Після трьох днів італійці зайняли ефіопську столицю. Того ж дня Муссоліні оголосив, що віднині Ефіопія є колонією Італійської імперії. Тим часом два поїзди з родичами і придворними імператора досягли Джибуті. Незабаром туди прибув англійський корабель, на якому Хайле Селассіє відплив в Палестину. Історія з втечею імператора викликає різні думки. У урядовому виданні «День перемоги» за 1977 рік прямо вказується на потрясіння народу, викликане «вирішенням Хайле Селассіє покинути поле бою заради відносної безпеки і комфорту зарубіжного вигнання». Однак, з іншого боку, загибель або полонення італійцями Хайле Селассіє I, що залишився у масовій свідомості символом державності і незалежності, ще більш негативно вплинуло б на ефіопський спротив. Не випадково італійцями неодноразово поширювалися в Ефіопії помилкові чутки про смерть імператора в вигнанні.

### У вигнанні
Перебуваючи в еміграції, він виступив з промовою на засіданні Ліги націй в Женеві, заявивши: «Бог і історія пам'ятатимуть ваше рішення». Після захоплення Ефіопії, імператор організував тимчасовий уряд, який керував партизанським рухом в Ефіопії.

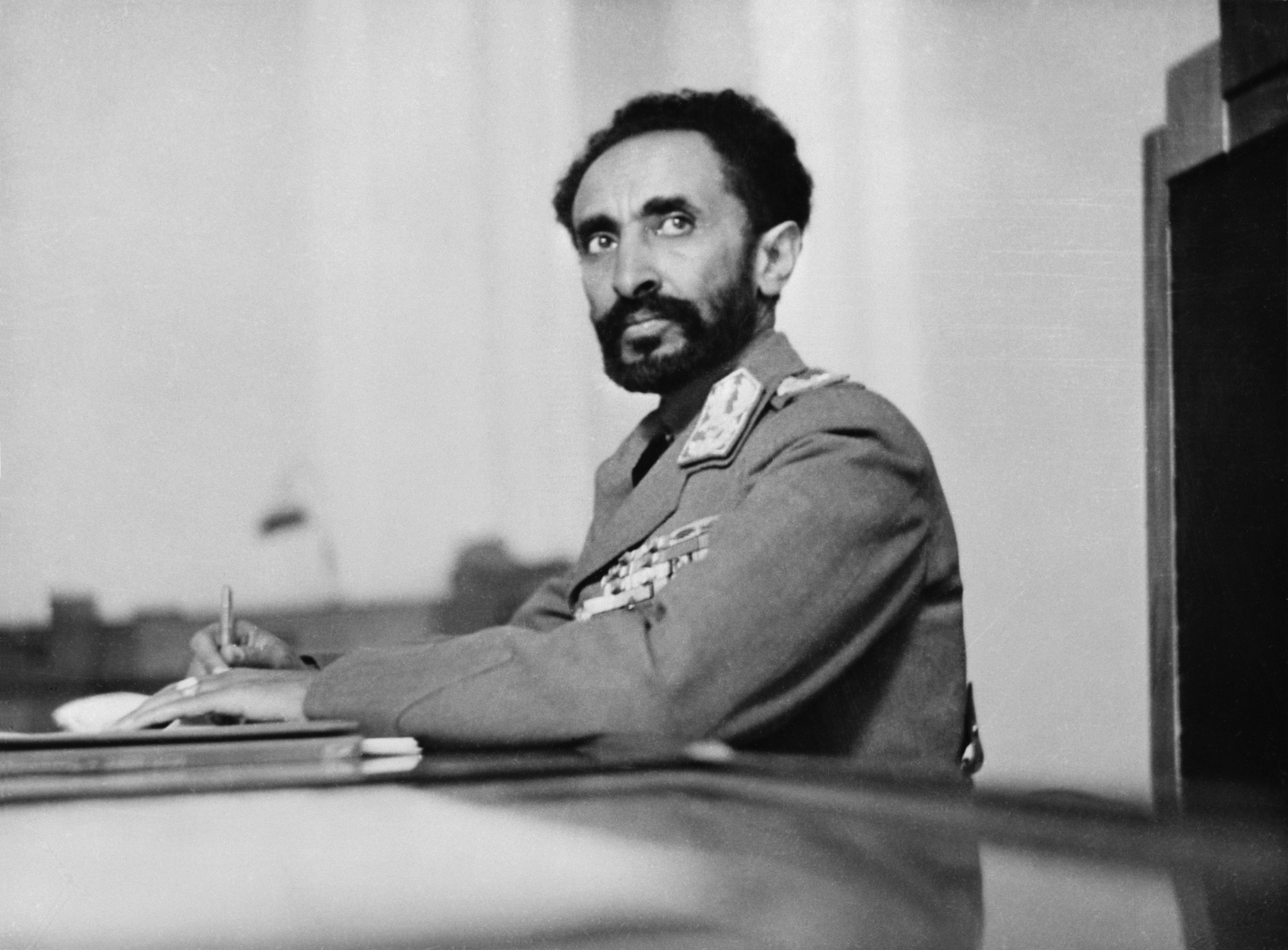
Селассіє в 1942 році

12 липня 1940 року Велика Британія офіційно визнала Ефіопію своїм союзником. Для організації опору Хайле Селассіє літаком прибув до Судану. 15 січня 1941 року ефіопська армія на чолі з імператором почала військові дії на території Ефіопії. Зібравши за підтримки британського уряду армію, імператор Хайле Селассіє повів озброєні частини на Аддис-Абебу. 6 квітня 1941 року італійці покинули місто, а 5 травня Хайле Селассіє урочисто в'їхав в звільнену столицю. Здача в полон останніх італійських частин і сходження на імператорський трон Хайле Селассіє ознаменували відновленням незалежності Ефіопії.

### Повернення
15 січня 1941 року Хайле Селассіє I прибув до Судану, щоб очолити ефіопські сили в боротьбі з італійськими окупантами. Після п'яти днів він був доставлений літаком в Ефіопію. Дізнавшись про повернення імператора, населення Ефіопії почало повстання. 19 січня частини генерал-лейтенанта У. Платта вийшли до кордону Ефіопії. Після декількох битв з італійськими військами, британці до кінця квітня захопили практично всі північні райони Ефіопії і продовжили наступ на Аддис-Абебу. Встановивши до кінця лютого контроль над значною частиною Італійського Сомалі, армія генерал-лейтенанта А. Г. Каннінгхема вступила на територію Ефіопії і захопивши південні і східні райони країни, також попрямувала до столиці і зайняла її 6 квітня того ж року.
5 травня Хайле Селассіє I урочисто в'їхав в столицю країни.
Мирний договір від 10 лютого 1947 року, що офіційно поклав кінець війні з Італією, відмінив дію англо-ефіопської угоди 1944 року. Влада імператора була відновлена на всій території Ефіопії, за винятком Огадена, що залишався під управлінням британської військової адміністрації до 1948 року.

### Післявоєнний час

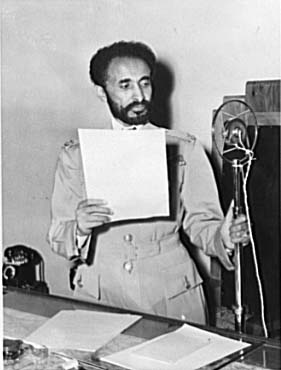
Хайле Селассіє I під час свого радіозвернення

Після відновлення на престолі найважливішими актами імператора стали угода 1948 року з коптською патріархією, яка змінила стародавню ієрархію і дозволила ефіопові, а не єгиптянинові стати головою Ефіопської церкви, а також ухвалення нової конституції.
У листопаді 1955 року була обнародувана нова Конституція Ефіопії. Вона значно розширювала права парламенту і визнавала політичні права підданих; свободу слова, друку і зборів. Конституція наділила все доросле населення виборчим правом для виборів членів нижньої палати парламенту. Ставши абсолютним монархом, Хайле Селассіє I не переставав укріплювати репресивний апарат, за допомогою якого знищував всяке інакомислення в країні. Є. Лютер, що жив в Ефіопії в п'ятдесяті роки, писав:
|  | «Проголошення цивільних свобод за новою конституцією (1955) в значній мірі поступка цивілізованому світу. Жоден ефіоп при повному розумі не зважився б... публічно зажадати відставки якої-небудь посадової особи. Жоден ефіоп, яку б він не отримав освіту, не ризикнув би написати лист в газету з критикою державного чиновника або урядового політика і жодна газета не надрукувала б такий лист, навіть якщо б і отримала його.» |

У грудні 1960 року, коли імператор перебував із візитом у Бразилії, в країні відбулася спроба державного перевороту. Головними змовниками виявилися Гірмаме Ніуай та його брат Менгісту, причому останній був генералом, командувачем імператорської гвардії. Приєднатися до змовників погодився 44-річний наслідний принц Асфа Уосен. Заколот був придушений, змовники намагалися втекти з країни. Коли їх оточила поліція, Гірмаме наклав на себе руки. Пораненого Менгісту заарештували, потім вилікували і публічно повісили в Аддис-Абебі.

### Війна в Еритреї
У 1950 році ООН вирішила об'єднати Ефіопію і колишню італійську колонію Еритрею в рамках федерації. Рішення набрало чинності в 1952 році. Більшість еритрейців виступали за незалежність своєї країни, тоді як Ефіопія намагалася позбавити її прав, що надаються автономією. Сформований наприкінці 1950-х років Фронт звільнення Еритреї (ФЗЕ) у вересні 1961 року почав озброєну боротьбу за незалежність. У відповідь на це в 1962 році Хайле Селассіє I позбавив Еритрею прав автономії, розпустивши її парламент, ввів на території провінції цензуру і заборонив політичні партії.
Повстання в Еритреї прийняло затяжний характер. До кінця 1960-х років у бунтівній провінції перебували значні ефіопські сили (приблизно половина національної гвардії), проте бойові дії не припинялися. Еритрейська проблема пережила імператора і врешті-решт привела до відділення Еритреї в 1991 році.

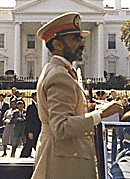
Селассіє під час свого візиту в Вашингтон, 1963 рік

### Революція
Незадоволення режимом зріло роками. Внутрішньополітична ситуація в країні різко загострилася в 1974 році на тлі зростання інфляції і безробіття укупі із страхітливим голодом, від якого в 1972—1974 роках померло близько 200 тис. осіб. Уряд виявився не в змозі запобігти катастрофі: піклуючись перш за все про власну репутацію, він будь-якими засобами намагався приховати до 1973 року від зовнішнього світу сам факт голоду, прирікши людей на голодну смерть.
На початку 1974 розквартировані в Асмері армійські частини збунтувалися, вимагаючи збільшення грошового забезпечення. Незабаром до них приєдналися військові частини в інших районах країни, що зажадали відставки уряду. Військових підтримали робітники і студенти. Це змусило Хайле Селассіє І погодитися на скликання конституційної конференції, яка повинна була розглянути питання про подальше обмеження його влади. У подальші декілька місяців він втратив реальну владу, яка перейшла до військових. Незабаром військові розпустили цивільний уряд і створили свій тимчасовий військовий уряд. У липні армійські офіцери змусили його погодитися з кандидатурою прем'єр-міністра і 12 вересня змістили імператора.

Світова нафтова криза в 1973 році, призвела до різкого падіння рівня добробуту в Ефіопії

### Смерть
28 серпня 1975 року по радіо було оголошено про смерть Хайле Селассіє I. Офіційно про причину смерті не говорилося, лише було сказано, що імператора знайшли мертвим в його ліжку і причина смерті, ймовірно, пов'язана з наслідком операції простати, зробленої йому два місяці раніше. За однією з версій Менгісту доповіли, що емігрантські круги виношують плани реставрації монархії. За наказом комуністичного вождя імператора задушили подушкою, а труп викинули у відхоже місце. Разом з імператором були страчені міністри і сотні придворних. Менгісту всіляко заперечував свою причетність до смерті імператора:
|  | «Йому було 80 років і він був слабкою людиною. Ми прагнули всіма своїми силами врятувати його, але ми не змогли зберегти його.» |

## Ім'я
Хайле Селассіє I  був відомий, як Lij Тафарі Маконнен (Амхарська ልጅ ተፈሪ መኮንን; Lij Teferi mekonnin). Lij перекладається як «дитина» і служить для позначення того, що молодь благородної крові. Його ім'я, Тафарі, означає «той, кого поважають або бояться». Як і більшість ефіопів, його особисте ім'я Тафарі походить від його батька Маконнена, рідко буває, що від діда, (Woldemikael). Ім'я Ge'ez, Хайле Селассіє отримав в день хрещення і прийняв, як частину свого особистого ім'я в 1930 році.
Губернатором Харера, він був відомий вже як Рас Тафарі Маконнен. Рас перекладається як «голова» і є рангом дворянства, еквівалентному герцогу, попри це, часто перекладається як «принц». У 1916 році Імператриця Zewditu призначила його на посаду Balemulu Silt'an Enderase (Повноважного Регента). У 1928 році вона надала йому трон Шоа, підвищивши його титул до Негус або «Король».
2 листопада 1930, після смерті імператриці Zewditu, Рас Тафарі був коронований королем королів, часто англійською перекладається як «Імператор». Після свого вознесіння, він узяв ім'я Хайле Селассіє I. Хайле означає «Сила» і Селассіє означає «Трійця» — тому Хайле Селассіє приблизно перекладається як" Сила Трійці ". Повний титул Хайле Селассіє був «Його Імператорська Величність Хайле Селассіє I, Підкорюючий Лев з коліна Юди, Цар Царів Ефіопії, обранець Божий». Цей титул відображає ефіопські династичні традиції, як вважається, всі монархи повинні простежити їх походження від Менелика I, який в ефіопській традиції був син царя Соломона і цариці Шеви.
Для ефіопів, Хайле Селассіє був відомий під багатьма іменами, у тому числі Janhoy, Talaqu Meri, і Abba Tekel. Рух Растафарі використовує багато з цих імен, також називаючи його Джа, Джа Растафарі, і HIM (абревіатура «Його Імператорська Величність»). Його іменем був названий Національний театр Ефіопії.

## Перезаховання
У 1992 році останки Хайле Селассіє I були знайдені під підлогою туалету в імператорському палаці (втім, в їх достовірності не всі упевнені) і поміщені спочатку в мавзолей імператора Менеліка, а потім в склеп при церкві Святої Трійці в Аддис-Абебі.
5 листопада 2000 року останки Хайле Селассіє I урочисто перезаховали в соборі Святої Трійці в Аддис-Абебі. Труна, задрапована в кольори національного прапора була покрита особистим штандартом імператора, на якому намальований покровитель Ефіопії Святий Георгій, що перемагає дракона. На панахиду прийшли тисячі людей, нащадки монарха, що живуть нині в США і Європі, а також іноземні гості. Жодної офіційної особи на перепохованні не було.
Прихильники Растафаріанства вважають Хайле Селассіє І одним з втілень Бога на Землі, а день його народження — святом.

## Багатства
Хайле Селассіє І вважався одним з найбагатших людей світу. Йому належали всі золоті копальні Ефіопії, залізниці в Індії, контрольні пакети акцій в промислових компаніях Швейцарії і Англії, фабрики і заводи в Бразилії. Окрім цього мільярди доларів йшли на особисті рахунки імператора в банках Швейцарії.

## Нагороди
- Командор ордена Зірки Ефіопії — 1909
- Лицар великого хреста Ордену Святого Михаїла та Святого Георгія — 1917
- Орден Нассаусського Люксембурзького Золотого лева — 1924
- Великий хрест Ордену Почесного легіону — 1924
- Лицар Великого хреста Ордену Лазні — 1924
- Лицар великого хреста Королівського ордена Вікторії — 1924
- Орден св. Моріса і Лазаря — 1924
- Орден башти і меча — (Португалія, 1925)
- Лицар Вищого Ордена Святого Благовіщення, 1928
- Вікторіанський нагородний ланцюг — 1930
- Орден Соломона I ступені зі стрічкою — 1930
- Орден Мухаммеда Алі Єгипетського I ступеня — 1930
- Тричі кавалер Військового Ордена Христа
- Орден «Легіон заслуг» I ступеня 1945
- Орден Слона — 1954
- Орден серафимів I степені — 1954
- Маху Чакрі — 1954
- Велика зірка Австрійського Ордена «За заслуги» — 1954
- Зірка Республіки Індонезія I ступені — (Індонезія, 1958)
- Орден Пехлеві I ступеня — 1964
- Орден Ацтекського Орла I ступеня — 1954
- Лицар Ордена Підв'язки — 1954
- Орден Хризантеми I ступеня -1956 (Орденська стрічка — 1930)
- Військовий Орден Св. Іоахима Португальського
- Аргентинський орден Сен-Мартіна Визволителя
- Єгипетський Орден Нілу
- Золотий ланцюг Орден Пія IX — (Ватикан, 7 листопада 1970)[44]
- Лівійський Орден Ідріса I
- Туніський Орден Незалежності
- Йорданський Орден Хуссейна ібн Алі
- Марокканський Орден Мухаммада
- Суданський почесний ланцюг
- Іракський Орден Хашимітів
- Орден Корони Італії — 1917
- Бельгійський Орден Леопольда — 1924
- Лицар великого хреста Ордена Вільяма — 1954
- Лицар Великого хреста ордена Нідерландського лева — 1930
- Польський Орден Білого Орла — 1930
- Норвезький Орден Св. Олава I ступені — 1949
- Іспанський Орден Карлоса III першого ступеня
- Фінський Орден Білої Троянди Фінляндії I ступеня
- Югославський орден Великої Зірки — 1954
- Орден Пакистану I ступеня — 1958
- Орден державної корони Малайзії — 1968
- Орден короля Абдель-Азіза I ступені
- Орден Зірки — (Гана, 1970)
- Орден прапора народної республіки Угорщина I ступені з діамантами — 1964
- Французька військова медаль — 1954
- Великий хрест Національного Ордена Вьетнама — 1958
- Бірманський Орден Істини — 1958
- Бразильський Орден Південного Хреста I ступеня — 1958
- Орден Заїру Леопарда I ступеня
- Сенегальський Орден Лева
- Малавійський Орден Льва
- Камерунський Орден
- Перуанський Орден Сонця
- Венесуельський Орден Симона Болівара I ступеня
- Болівійський Орден Андського Кондора
- Вищий ступінь Китайського Ордена Добродійної Хмари
- Сирійський Орден Умая
- Орден Моно держави Того
- Конголезький Орден «За заслуги»
- Сомалі Орден Леопарда — 1960
- Габонський Орден Екваторіальної Зірки
- Орден Федеральної Республіки Нігерія
- Орден Уганди Нільського Витоку
- Замбійський Орден Орла
- Особливий ступінь Ордена ФРН «За заслуги»
- Італійський Орден республіки I ступеня — 1955
- Національні ордени Лівану
- Національний орден Чилі
- Національний орден Центральноафриканської імперії
- Національний орден Верхньої Вольти
- Національний орден Чад
- Національний орден Беніна
- Національний орден Малі
- Національний орден Мадагаскару
- Національний орден Мавританії
- Національний орден Гвінеї
- Національний орден Нігера
- Національний Почесний Орден «За заслуги» Гаїті — 1966
- Лицар Ліберійського Ордена Першопроходців зі стрічкою.
- Командор Кенійського Ордена Золотого Серця
- Раджа Філіппінського Ордена Сикатуна
- Командор Ордена Уганди Щита та Списів — 1964
- Орден Білого Лева (Чехословаччина)
- Орден Суворова I ступені (СРСР, 1959)
- Орден святого рівноапостольного великого князя Володимира I ступені (РПЦ, 1959)[45]

## Нотатки
1. ↑  амхарською ім'я означає «Сила Трійці»[5]